# Prisca (esposa de Bassiano)
Prisca foi uma cortesã romana do século IV. Filha de Helpídio e Aristênete, teria se casado em 363 como Bassiano com quem teve dois filhos, Bassiana e Aristêneto.